# Morten Kjeldgaard
Morten Kjeldgaard (født 1. marts 1985) er en dansk danser, som er kendt for sin deltagelse i Vild med Dans.

## Vild med dans
| År   | Sæson    | Partner               | Plads |
| ---- | -------- | --------------------- | ----- |
| 2009 | Sæson 6  | Line Baun Danielsen   | 8     |
| 2013 | Sæson 10 | Maria Lucia Rosenberg | 10    |
| 2014 | Sæson 11 | Ditte Ylva Olsen.     | 4     |
| 2015 | Sæson 12 | Stephania Potalivo    | 2     |
| 2016 | Sæson 13 | Sarah Mahfoud         | 1     |
| 2017 | Sæson 14 | Iben Hjejle           | 2     |
| 2018 | Sæson 15 | Laila Friis-Salling   | 7     |
| 2019 | Sæson 16 | Coco O.               | 2     |
| 2020 | Sæson 17 | Sara Bro              | 5     |

I 2021 deltog han i Vild med Dans (sæson 18) med tidligere elitesvømmer Pernille Blume.
I 2022 deltog han i sæson 19 af Vild med dans, hvor han dansede med Katerina Pitzner.
I 2023 deltager Morten Kjeldgaard i sæson 20 af Vild med dans.
Han skal danse med realitydelrageren Mette Sommer.

## Andre projekter
Morten Kjeldgaard har medvirket i en række forestillinger; Mama Mia, Cirkusrevyen, Flashdance m.m.  
Siden 2018 har Morten Kjeldgaard endvidere udviklet en række træningskoncepter blandt andet Dance Out og Move Fit.

## Privatliv
Kjeldgaard har siden 2023 været gift med influenceren Frederik Haun. De to fik i 2024 tvillingedøtre ved hjælp af en rugemor. I 2025 deltog begge fædre sammen med blandt andet rugemoderen i DR1's tv-serie Far, far & børn om parrets vej til at blive forældre.